# حده غليس (إب)
حدة غليس هي إحدى قرى الجمهورية اليمنية. تتبع جغرافيا لمحافظة إب وإداريًا لمديرية السدة. يبلغ تعداد سكانها 1814 نسمة حسب الإحصاء الذي أجري عام 2004.